# Лючія Ангвіссола

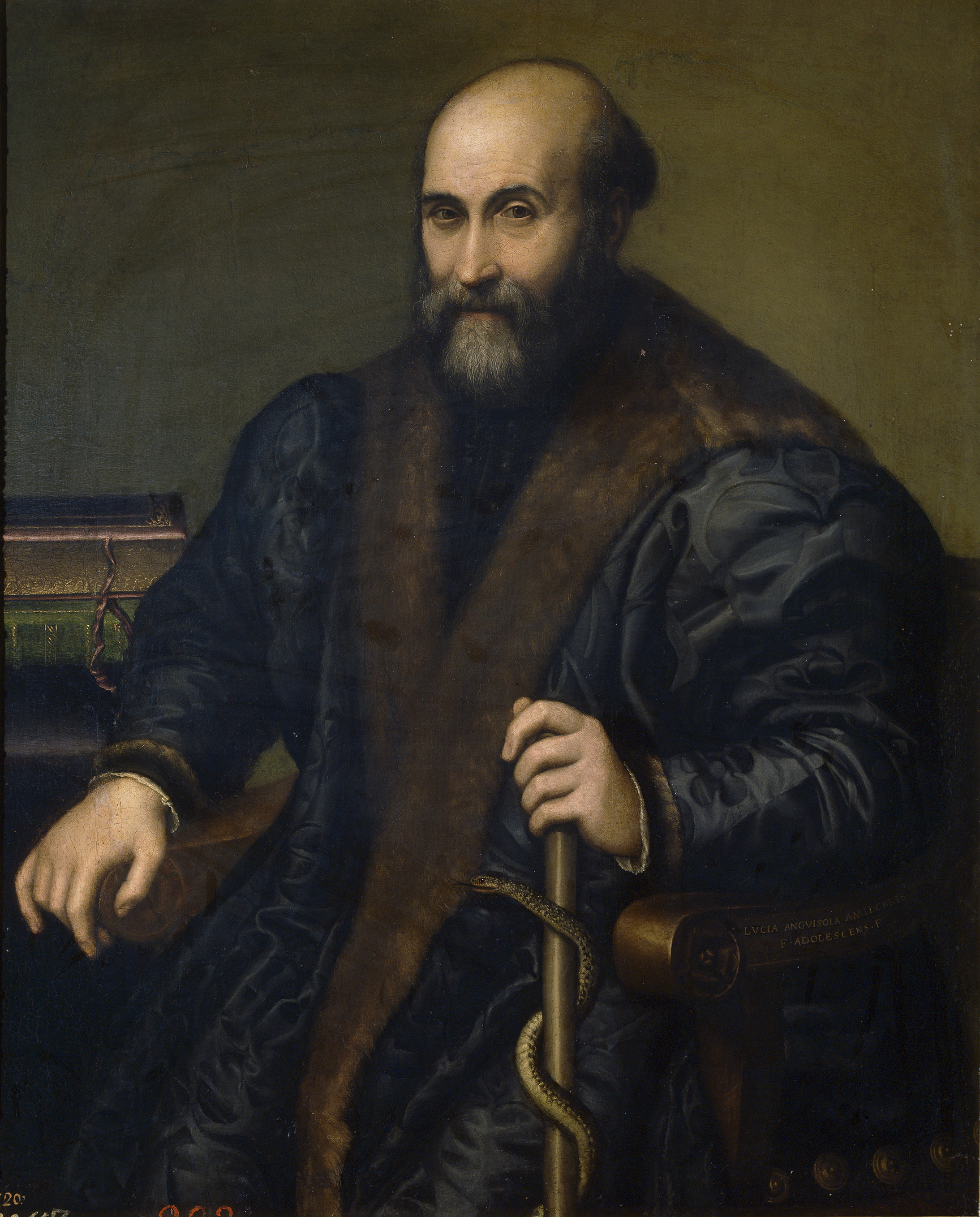
«Портрет кремонського лікаря П'єтро Марія», 1557, Прадо, Мадрид

Лючія Ангвіссо́ла (також Ангуїссо́ла; італ. Lucia Anguissola; бл. 1540, Кремона — 1565, там само) — італійська художниця.

## Біографія
Народилась в Кремоні в одній з найбільш знатних родин міста. Вона була третьою з п'яти сестер, причому усі п'ятеро були художницями. Лючія прожила недовге життя, але у своїй художній майстерності не поступалась своїй знаменитій сестрі Софонісбі, яка дала їй перші уроки живопису. Жанром, в якому Лючія особливо була успішною, був портрет.
Існує лише два портрети, які дослідники творчості художниці з усією визначеністю приписують її пензлю — це портрет її сестри Європи, що зберігається в Пінакотеці Брешії, і «Портрет кремонського лікаря П'єтро Марія» (1577) з колекції Прадо в Мадриді. Обидві роботи несуть в собі вплив живописної манери Софонісби, старшої сестри Лючії.
Художниця померла в Кремоні у віці 25 років. Джорджо Вазарі, автор відомих «Життєписів» (1550), який відвідав будинок сестер Ангвішоли після смерті Лючії, дав її роботам дуже високу оцінку, згадавши серед робіт, що його вразили, портрет «синьйора П'єтро Марія», і особливо портрет «герцога ді Сесса, зображеного талановитою дівчиною настільки добре, що, як здається, кращого і не зробити, і не написати портрета, який так жваво передавав би подібність».